# VDMA - Associação Alemã de Fabricação de Máquinas e Instalações Industriais

O Logotipo da VDMA

A Associação Alemã de Fabricação de Máquinas e Instalações Industriais (Verband Deutscher Maschinen- und Anlagenbau e.V. – VDMA), com sede em Frankfurt am Main, reúne 3.300 empresas associadas, o que lhe confere a posição de maior associação industrial da Europa. Ela representa os interesses da indústria de bens de capital, que é fortemente influenciada por empresas de médio porte, vis-à-vis instituições da política e da sociedade, assim como empresas, ciência, autoridades e mídia. Na Alemanha, a indústria mecânica e de engenharia industrial é o maior empregador industrial com mais de 1,35 milhões de empregados e vendas de 228,7 bilhões de euros (2019). O valor da produção de máquinas na Alemanha é de cerca de 224 bilhões de euros (2019), embora a indústria mecânica e de engenharia de instalações na Alemanha seja fortemente orientada para a exportação (taxa de exportação de 80,3%; 2019). Além disso, a VDMA se vê como uma plataforma na qual suas empresas membros podem trocar informações sobre desafios tecnológicos, questões interdisciplinares e muitos outros tópicos em numerosas redes.
A associação, fundada em 1892, comemorou seu 125º aniversário em 2017.

## Temas Centrais
A VDMA concentra a sua atuação em oito áreas temáticas centrais:
Mercados e Conjuntura – um forte orientada para a exportação da indústria, como o de máquinas e equipamentos de engenharia, é de fundamental importância nos mercados internacionais e suas condições de enquadramento da melhor maneira possível saber. A VDMA proporciona aos seus membros abrangente, específicas de cada país e de dados econômicos como base para o planejamento de suas decisões de negócios.
Pesquisa e Produção – A marca registrada das máquinas e instalações industriais alemãs é a sua força inovadora e a sua alta qualidade. A VDMA oferece aos seus associados uma abrangente rede para discutir novas tecnologias e tendências na área de produção, assim como seguir caminhos comuns no âmbito da Comunidade de Pesquisa Industrial (Industrielle Gemeinschaftsforschung - IGF). A indústria 4.0 é, neste caso, um exemplo entre muitos.
Energia e Meio Ambiente – A VDMA apoia as metas de energia e proteção climática do Governo Federal da Alemanha e é favorável à ambiciosa implantação das Diretrizes da União Europeia de Eficiência Energética. A engenharia alemã de máquinas e equipamentos industriais dá uma importante contribuição a esse objetivo, na medida em que fornece e utiliza tecnologias que adotam os princípios de eficiência energética. A VDMA, por sua vez, reúne temas como tecnologia, pesquisa e política energética em diferentes formatos. O Fórum VDMA de Energia é um desses exemplos. Nele estão, lado a lado, as atividades relativas à política energética das associações e a experiência dos vários setores com energia. O Fórum de Energia também atua como porta-voz da indústria de bens de capital e representa os interesses da engenharia mecânica e industrial em relação à classe política e ao público em geral.
Política Social e Econômica – Ocupando mais de um milhão de pessoas, o setor de máquinas e equipamentos é o maior empregador do setor industrial na Alemanha. Por esta razão, análises, comentários e discussões sobre questões relativas à política social e econômica integram as atividades centrais da VDMA. A associação divulga anualmente as suas posições sobre temas como: mercado de trabalho e política tarifária, política econômica externa, política educacional, como assegurar mão de obra qualificada, política energética, política europeia, política de pesquisa, segurança social, política tributária, política tecnológica, política de meio ambiente e o Estado sustentável.
Emprego e Educação – As empresas de máquinas e equipamentos industriais alemãs são reconhecidas mundialmente pela sua capacidade de incorporar conhecimento e experiência técnica a produtos inovadores. O pré-requisito para isso é poder contar com funcionários e funcionárias muito bem treinados. Ensino, treinamento e qualificação profissional são temas com os quais a VDMA está fortemente comprometida. Nesse âmbito, o Departamento de Formação da VDMA é um importante ponto de referência.
Negócios e Gestão – A atividade empresarial demanda uma ampla visão sobre vários campos de ação: orientação estratégica, gestão operacional, desenvolvimento de pessoal, responsabilidade social corporativa e muito mais. Diante desse cenário, o setor de administração de empresas da VDMA entende-se como um parceiro de seus associados em todas as questões relativas à sua área, colocando à disposição dos mesmos, consultores que atuam dentro dos princípios da mais alta confidencialidade.
Direito e Impostos – Direito e impostos são temas muito importantes para os empresários do setor de máquinas e instalações industriais. Ambos são determinantes quando se trata da atratividade da Alemanha para os empresários. A VDMA disponibiliza para os dois temas uma equipe de advogados econômicos especialistas na indústria de bens de capital. Nessa área, os associados contam com serviços de consultoria rápidos e individuais.
Políticas de Normatização e Tecnologia – As políticas de normatização e tecnologia facilitam a colaboração tecnológica e econômica em um nível nacional, europeu e internacional. A VDMA promove a competitividade da engenharia mecânica por meio do Comitê de Normatização DIN de Engenharia Mecânica (NAM). Além disso, o Departamento de Normalização coordena as atividades relativas à criação das Especificações VDMA – o processo de normalização da engenharia mecânica.

## Campanhas e Posicionamentos
As campanhas enfatizam as atividades da VDMA e destacam temas que são, no seu ponto de vista, importantes:
Trabalho 4.0 – Tudo Fica Diferente– A indústria 4.0 não só tornará os processos econômicos e de produção mais eficientes, mas também alterará o mundo do trabalho. Nesse âmbito a engenharia mecânica e de produção desempenham um papel importante, tanto como fornecedores, quanto como usuários das tecnologias 4.0.
TTIP – Uma Máquina, Dois Mercados – Para as empresas alemãs de engenharia mecânica, os Estados Unidos são os segundo maior destino de exportações e o mais importante destino de investimentos. Sob o ponto de vista da engenharia mecânica, o Acordo de Livre Comércio TRANS-Atlântico (TTIP) simplificará o acesso de empresas de pequeno e médio porte ao mercado norte-americano, facilitando a venda de seus produtos. É por esta razão que a VDMA, desde o início, posicionou-se a favor do TTIP.
Blue Competence – A Plataforma da Sustentabilidade – A indústria mecânica e de instalações mostra que a sustentabilidade aumenta a rentabilidade. Tal constatação também é válida para outros setores e outras partes do mundo. A proposta ''Blue Competence'' visa mostrar que a atividade empresarial sustentável beneficia tanto clientes quanto produtores da engenharia mecânica.
Talentmaschine- O Portal da Engenharia Mecânica para a Próxima Geração – A VDMA utiliza o portal online Talentmaschine.de para alcançar estudantes e universitários interessados em tecnologia e que estão à procura de uma posição de aprendiz, estagiário ou trainee. O portal oferece uma ampla visão sobre ofertas de emprego na área de engenharia mecânica, ao mesmo tempo em que oferece aos 3.200 membros da VDMA um sistema prático que os ajuda na procura por novos talentos.
Maschinenhaus – A Iniciativa da VDMA para o Sucesso nos Estudos – O contínuo sucesso dos estudantes de engenharia mecânica e elétrica nas universidades alemãs é um importante objetivo da VDMA. A proposta visa reduzir as taxas de desistência e abandono dos cursos e, assim, disponibilizar um maior número de engenheiros para o mercado de trabalho.
Nós Empreendemos – CSR (''Corporate Social Responsibility'') é um Tema Importante para a Engenharia Mecânica – Muitas empresas de engenharia mecânica na Alemanha não só desenvolvem produtos e processos sustentáveis, como também oferecem a sua contribuição à sociedade por meio de projetos e responsabilidade social. Nesta área, a diversidade das atividades é tão ampla quanto o número das empresas em si.

## Organização
A Associação Alemã de Fabricantes de Máquinas e Instalações Industriais - VDMA é uma associação devidamente registrada com sede em Frankfurt am Main. Ela é integrada por seis associações estaduais, sete escritórios de representação em países no exterior e 37 associações profissionais. A VDMA foi fundada em 1892 e comemora 125 anos em 2017.
O posicionamento estratégico e a liderança operacional da VDMA são responsabilidade da Diretoria Executiva. A Associação é dirigida por um Conselho de Presidentes do qual participam três representantes de empresas, eleitos para o cargo. O presidente tem um mandato de três anos e não pode ser reeleito. Uma Diretoria e um Conselho Administrativo, ambos integrados por representantes de empresas mecânicas e de instalações industriais, atuam como Conselho Consultivo.
Diretoria Executiva da VDMA:
- Carl Martin Welcker, Presidente, Alfred h. Schütte GmbH & co. KG, Colônia, Alemanha
- Karl Haeusgen, VDMA Vice-Presidente, HAWE Hydraulik SE, Munique
- Norbert Basler, Basler AG, Ahrensburg

VDMA principal Conselho de gestão:
- Thilo Brodtmann, VDMA Diretor
- Hartmut Rauen, Stv. VDMA Diretor
- Naemi Denz, membro do VDMA Diretoria Executiva
- Bernd Scherer, membro do VDMA Diretoria Executiva
- Ralph Wiechers, um membro do VDMA Diretoria Executiva

## História
A Associação Alemã de Fabricantes de Máquinas e Instalações Industriais (Verein Deutscher Maschinenbau-Anstalten -VDMA) foi fundada em Colônia, em 1892, com o objetivo de defender os interesses econômicos de todas as empresas alemãs de engenharia mecânica. Ela tem origem na Associação de Fabricantes de Máquinas e Instalações Industriais da Renânia-Vesftália (''Verein Rheinisch-Westfälischer Maschinenbauanstalten''), fundada dois anos antes com o objetivo de melhorar as condições de comerciais e de fornecimento de seus produtos, especialmente para os setores de mineração e metalurgia. A sua primeira sede ficava na cidade de Düsseldorf. Nos anos seguintes várias outras associações industriais juntaram-se à VDMA, sendo uma delas, em 1916, a Associação Alemã dos Fabricantes de Ferramentas (''Verein Deutscher Werkzeugmaschinenfabriken'' - VDW). Em 1918, a sede da VDMA transferiu-se de Düsseldorf para Berlim.
Em 1934, um ano após a tomada do poder pelos nazistas, o novo governo promulgou a Lei de Implantação da Estrutura Orgânica da Economia Alemã (''Gesetz zur Vorbereitung des organischen Aufbaus der deutschen Wirtschaft- Aufbaugesetz''). Como parte desse processo, todas as associações empresariais foram reunidas em um sistema de administração centralizado e respondiam ao Ministro da Economia do Reich. A VDMA tornou-se parte do recém fundado Grupo Econômico de Engenharia Mecânica (''Wirtschaftsgruppe Maschinenbau''), ao qual todas as empresas tinham que estar compulsoriamente associadas, mesmo aquelas que anteriormente não haviam sido membro de alguma associação. Esse grupo foi liderado por Karl Lange, diretor executivo da VDMA.
Ao final da 2a.Guerra Mundial foi fundada, primeiramente, em 1945, a Associação Empresarial de Engenharia Mecânica (''Wirstchaftsvereinigung Maschinenbau'' – WVMA). No ano seguinte foram fundadas: a Associação de Fabricantes de Máquinas e Instalações Industriais da Baviera (''Verein Bayerischer Maschinenbau-Anstalten'' - VBMA), a Associação Empresarial de Máquinas e Instalações Industriais do Estado de Hessen (''Wirtschaftsvereinigung der Maschinenbau-Anstalten in Groß-Hessen'' - WVMH) e a Associação Empresarial de Engenharia Mecânica em Berlim (''Wirtschaftsverband Maschinenbau''). O Grupo de Trabalho das Associações Alemãs de Engenharia Mecânica (''Arbeitsgemeinschaft der Verbände der Deutscher Maschinenbau-Anstalten'' - AVDMA) foi criado, em 1947, como primeira associação suprarregional . Em 1949, em Königstein, cidade localizada na região do Taunus, foi refundada a Associação Alemã de Fabricantes de Máquinas e Equipamentos (''Verein Deutscher Maschinenbau-Anstalten'' – VDMA).
Pouco depois, em 1950, a VDMA abriu um escritório de ligação em Bonn, então capital da Alemanha. No ano seguinte, foram fundadas a Sociedade para a Promoção da Engenharia Mecânica e Instalações Industriais (''Gesellschaft zur Förderung des Maschinen- und Anlagenbaus mbH'' – GzF) e a Editora Maschinenbau (Maschinenbau Verlag GmbH), posteriormente, Editora VDMA (VDMA Verlag). Em 1954, a VDMA participou da fundação do Grupo Europeu de Relacionamento das Industriais Mecânicas, Elétricas, Eletrônicas e Metalúrgicas (''Orgalime'') em Bruxelas, na Bélgica.
Em 1966, o escritório central da VDMA transferiu-se para Niederrad, um distrito de Frankfurt. Nos anos subsequentes, deu-se a fundação de um grande número de organizações subordinadas: em 1968, a Associação de Pesquisa para a Indústria de Engenharia Mecânica (Forschungskuratorium Maschinenbau e.V. - FKM); em 1972, o Centro de Documentação da Construção de Máquinas (''Dokumentation Maschinenbau e.V.'' - DOMA) e o Instituto Alemão de Engenharia Mecânica, (''Deutscher Maschinenbau-Institut'' - DMI), atualmente  Instituto de Construção de Máquinas (Maschinenbau-Institut GmbH - MBI) e, em 1979, o Centro de Informação Tecnológica (''Fachinformationszentrum Technik'').
Nos anos seguintes, contatos políticos foram estabelecidos e ampliados em uma escala nacional e internacional. Em 1972, a VDMA instalou um escritório de ligação em Bruxelas; em 1984, seguiu-se outro, em Tóquio. Em 1980 a Associação alterou o seu nome em alemão. De “''Verein Deutscher Maschinenbau-Anstalten''” para “''Verband Deutscher Maschinen- und Anlagebau''“. A sigla VDMA permaneceu a mesma. Em 1992, foi criada a Fundação Impuls, seguida, em 1998, pela Sociedade para o Fomento e Inovação ('Gesellschaft zur Förderung und Innovation GmbH). Nesse mesmo ano, a VDMA inaugurou o seu escritório na nova capital, Berlim.

## Presidentes
Verein Deutscher Maschinenbau-Anstalten
- 1892-1893 Hugo Jacobi, GHH, Sterkrade
- 1893-1910 Heinrich Lueg, Haniel E Lueg, De Oportunidades De Hotéis De Düsseldorf
- 1910-1915 Sério Pequeno, Maschinenbau AG, vorm. Gebr. Klein, Dahlbruch
- 1915-1920 Kurt Sorge, Krupp-Gruson, Magdeburg
- 1920-1923 Ernst Borsig, A. Borsig, Berlim
- 1923-1934 Wolfgang Reuter, Demag, em Duisburg

Wirtschaftsgruppe Maschinenbau
- 1934-1945 Otto Sack, Rud. Saco, em Leipzig

Wirtschaftsverband Maschinenbau Düsseldorf
- 1946-1949 Gerhard Wolff, Alexanderwerk, em Remscheid

Wirtschaftsvereinigung Maschinenbau in Hessen
- 1946-1949 Alfred Mößner, Diskus-Werke, em Frankfurt am Main

Vereinigung der Maschinenbau-Anstalten von Württemberg-Baden
- 1946-1949 Emil Möhrlin, E. Möhrlin, Em Stuttgart

Verein Bayerischer Maschinenbau-Anstalten e. V.
- 1946-1949 Everhard Bungartz, Bungartz, Munique

Verein Deutscher Maschinenbau-Anstalten e. V.
- 1949-1959 Gustav Möllenberg, Westfalia Dinnendahl Gröppel Bochum
- 1959-1962 Max Knorr, Fortuna-Werke, em Stuttgart
- 1962-1965 Bernhard Weiss, Siemag, Siegen
- 1965-1968 Walter Reiners, Schlafhorst, em Mönchengladbach
- 1968-1971 Heinz zur Nieden, âncora obras, Bielefeld
- 1971-1974 Hugo Rupf, Voith, Heidenheim
- 1975-1977 Kurt Werner, Goebel, Darmstadt, Alemanha

Verband Deutscher Maschinen- und Anlagenbau e. V.
- 1978-1981 Bernhard Kapp, Kapp, Coburg
- 1981-1983 Tyll Necker, Hako, Bad Oldesloe
- 1984-1986 Otto H. Schiele, KSB, Frankenthal
- 1987-1989 Frank Paetzold, Schlafhorst, em Mönchengladbach
- 1990-1992 Berthold Leibinger, Trumpf, Em Ditzingen, Alemanha
- De 1993 A 1995 Jan Kleinewefers, Kleinewefers, Krefeld, na Alemanha
- 1995-1998 Michael Rogowski, Voith, Heidenheim
- 1998-2001 Eberhard Reuther, Körber, Hamburgo
- 2001-2004 Diether Klingelnberg, Klingelnberg, Hückeswagen
- 2004-2007 Dieter Brucklacher, Leitz, Oberkochen
- 2007-2010 Manfred Wittenstein, Wittenstein AG, Igersheim
- 2010-2013 Thomas Lindner da Groz-Beckert KG, Albstadt, Germany
- 2013-2016 Reinhold Festge, Haver & Boecker OHG, Oelde
- desde 2016 Carl Martin Welcker, Alfred H. Schütte GmbH & co. KG